# Motzkin-Zahl
In der Mathematik ist die {\displaystyle n}-te Motzkin-Zahl die Anzahl der verschiedenen Möglichkeiten, sich nicht schneidende Sehnen zwischen {\displaystyle n} Punkten eines Kreises zu zeichnen. Dabei wird nicht notwendigerweise jeder Punkt durch eine Sehne berührt.
Die Motzkin-Zahlen wurden nach dem US-amerikanischen Mathematiker Theodore Motzkin benannt und haben vielfältige Anwendungen in der Geometrie, der Kombinatorik und der Zahlentheorie.

## Beispiele
- Wenn man auf einem Kreis {\displaystyle n=4} Punkte einzeichnet, gibt es insgesamt 9 Möglichkeiten, durch diese vier Punkte sich nicht schneidende Kreissehnen zu zeichnen:

Somit ist die vierte Motzkin-Zahl {\displaystyle M_{4}=9}.
- Wenn man auf einem Kreis {\displaystyle n=5} Punkte einzeichnet, gibt es insgesamt 21 Möglichkeiten, durch diese fünf Punkte nicht schneidende Kreissehnen zu zeichnen:

Somit ist die fünfte Motzkin-Zahl {\displaystyle M_{5}=21}.
- Eine andere Interpretation der Motzkin-Zahlen liefert die folgende Grafik anhand der vierten Motzkin-Zahl {\displaystyle M_{4}=9}. Man starte beim Punkt mit den Koordinaten {\displaystyle (0|0)} (also links unten) und suche so viele Wege wie möglich, um zum Punkt mit den Koordinaten {\displaystyle (4|0)} (also rechts unten) zu gelangen. Dabei darf man nur nach rechts, nach rechts oben oder nach rechts unten gehen, niemals darf man unter die x-Achse (also die unterste Linie). Es gibt 9 Möglichkeiten:

Es gibt somit insgesamt 9 Möglichkeiten, um von links nach rechts zu gelangen, womit die vierte Motzkin-Zahl {\displaystyle M_{4}=9} ist.
- Man starte nun bei {\displaystyle (0|0)} (also links unten) und suche so viele Wege wie möglich, um zu {\displaystyle (5|0)} (also rechts unten) zu gelangen. Dabei darf man nur wie im obigen Beispiel vorgehen. Es gibt 21 Möglichkeiten:

Es gibt somit insgesamt 21 Möglichkeiten, um von links nach rechts zu gelangen, womit die fünfte Motzkin-Zahl {\displaystyle M_{5}=21} ist.
Generell erhält man die {\displaystyle n}-te Motzkin-Zahl, wenn man mit dieser Methode die Anzahl der Wege in einem Koordinatensystem von {\displaystyle (0|0)} nach {\displaystyle (n|0)} sucht.
Robert Donaghey und Louis W. Shapiro gaben im Jahr 1977 insgesamt 14 Möglichkeiten an, Motzkin-Zahlen grafisch darzustellen.
- Die folgenden Zahlen sind die kleinsten Motzkin-Zahlen {\displaystyle M_{n}} für {\displaystyle n=0,1,2,\dotsc }:

1, 1, 2, 4, 9, 21, 51, 127, 323, 835, 2188, 5798, 15511, 41835, 113634, 310572, 853467, 2356779, 6536382, 18199284, 50852019, 142547559, 400763223, 1129760415, 3192727797, 9043402501, 25669818476, 73007772802, 208023278209, 593742784829, … (Folge A001006 in OEIS)

## Motzkin-Primzahlen
- Eine Motzkin-Primzahl ist eine Motzkin-Zahl, die prim ist. Die folgenden Zahlen sind die kleinsten Motzkin-Primzahlen:

2, 127, 15511, 953467954114363 (Folge A092832 in OEIS)
Mehr Motzkin-Primzahlen sind nicht bekannt (Stand: 23. März 2020).
- Die dazugehörigen Motzkin-Zahl-Indizes sind die folgenden:

2, 7, 12, 36 (Folge A092831 in OEIS)
Der nächste Index muss größer als {\displaystyle 10^{5}} sein (Stand: 17. Oktober 2016).

## Eigenschaften
- Die {\displaystyle n}-te Motzkin-Zahl kann man wie folgt rekursiv aus vorhergehenden Motzkin-Zahlen berechnen:[4]

{\displaystyle M_{n}=M_{n-1}+\sum _{i=0}^{n-2}M_{i}M_{n-2-i}={\frac {2n+1}{n+2}}\cdot M_{n-1}+{\frac {3n-3}{n+2}}\cdot M_{n-2}}
- Die {\displaystyle n}-te Motzkin-Zahl kann man durch Binomialkoeffizienten darstellen:[5]

{\displaystyle M_{n}=\sum _{k=0}^{\lfloor n/2\rfloor }{\binom {n}{2k}}\cdot C_{k}=\sum _{k=0}^{\lfloor n/2\rfloor }{\frac {{\binom {n}{2k}}{\binom {2k}{k}}}{k+1}}}
Dabei ist {\displaystyle \textstyle \lfloor \cdot \rfloor } die Abrundungsfunktion, also {\displaystyle \textstyle \lfloor n/2\rfloor ={\begin{cases}n/2,&{\text{für gerades }}n\\(n-1)/2&{\text{für ungerades }}n\end{cases}}} die größte ganze Zahl, die nicht größer als {\displaystyle n/2} ist, und {\displaystyle \textstyle C_{k}={\frac {1}{k+1}}{\binom {2k}{k}}} die {\displaystyle k}-te Catalan-Zahl.
- Die erzeugende Funktion {\displaystyle \textstyle m(x)=\sum _{n=0}^{\infty }M_{n}x^{n}} von Motzkin-Zahlen erfüllt die folgende Gleichung:[4]

{\displaystyle x^{2}\cdot m(x)^{2}+(x-1)\cdot m(x)+1=0}